# Hôtel particulier de Margarita Morozova
L'hôtel particulier de Margarita Morozova (Особняк Маргариты Морозовой) est un édifice inscrit au patrimoine historique et architectural de Moscou. Il se trouve au 26/9 boulevard de Smolensk.

## Histoire
Au début du xixe siècle, la propriétaire du terrain se trouve être la générale A.P. Glazova, veuve du héros du siège d'Otchakov, le major-général Pavel Glazov. Un petite maison de maître s'y trouvait, dans ce qui était les faubourgs, puis le terrain est morcelé et intégré à la ville. En 1879, l'ancienne maison est démolie par le nouveau propriétaire K.S. Popov, richissime marchand de thé et propriétaire de plantations de thé dans le Caucase. Il confie les plans d'un nouvel hôtel particulier néoclassique à Alexandre Rezanov, recteur du département d'architecture de l'Académie impériale des arts de Saint-Pétersbourg.

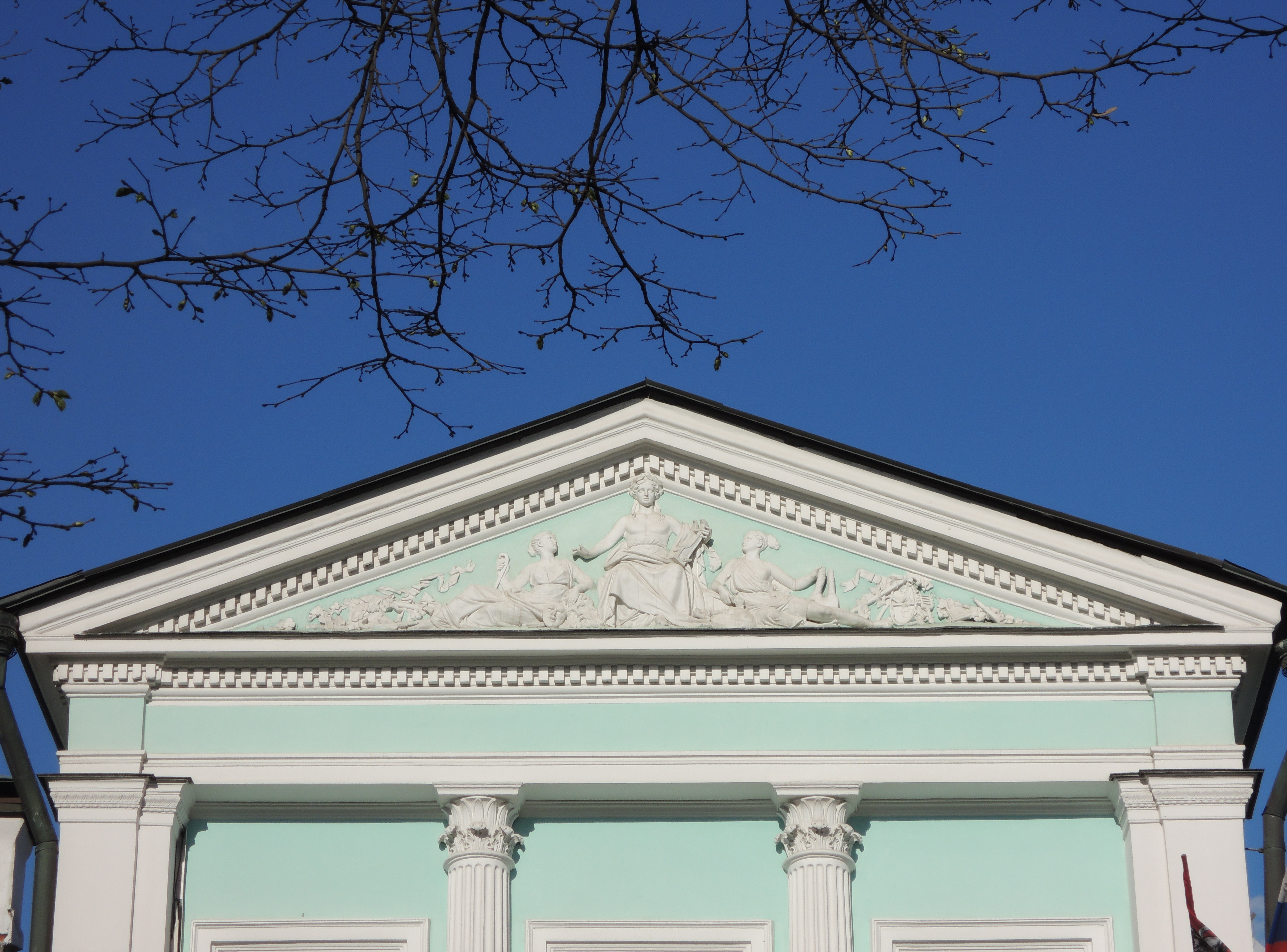
Détail du fronton.

L'édifice est réaménagé en 1894 par Viktor Mazyrine pour le nouveau propriétaire, l'industriel Mikhaïl Morozov. Sa veuve, la fameuse mécène Margarita Morozova, en hérite.
Elle le vend en 1910 à l'industriel Ouchkov. L'hôtel est confisqué et il est nationalisé en 1918. On y installe le club de la révolution d'Octobre et dans les années 1920 une cellule du parti communiste d'URSS; plus tard une filiale de la maison des Pionniers du district de Kiev de Moscou.

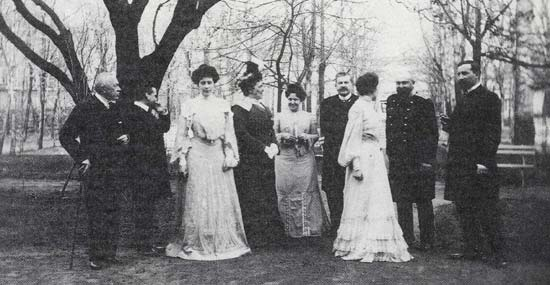
Margarita Morozova (3e à g.) dans le jardin de l'hôtel particulier du boulevard de Smolensk; à côté d'elle (4e à g.) sa belle-mère Varvara Alexeïevna ; sa sœur Elena Vostriakova (née Mamontova) est la 7e à g.

À la fin de la période soviétique, l'hôtel particulier est attribué au Soviet suprême de l'Union soviétique, et après sa dissolution, à l'administration du président de la fédération de Russie. De 1993 à 2015, le bâtiment est loué à la banque « Rossiïsky Kredit » (Crédit russe). En 2017, on y installe l'Institut russe de recherches stratégiques. La façade est finie d'être restaurée en janvier 2019 après plus de deux ans de travaux.

## Architecture
L'extérieur de la demeure est de style éclectique sur une base néoclassique au vocabulaire néogrec. L'intérieur est résolument en style « Empire » (classique à la Russe). Le caractère néogrec de la façade est renforcé par Viktor Mazyrine en 1894. Deux ailes sont ajoutées. un grand salon est conçu dans le style égyptien avec des sphinx et un sarcophage avec une momie.

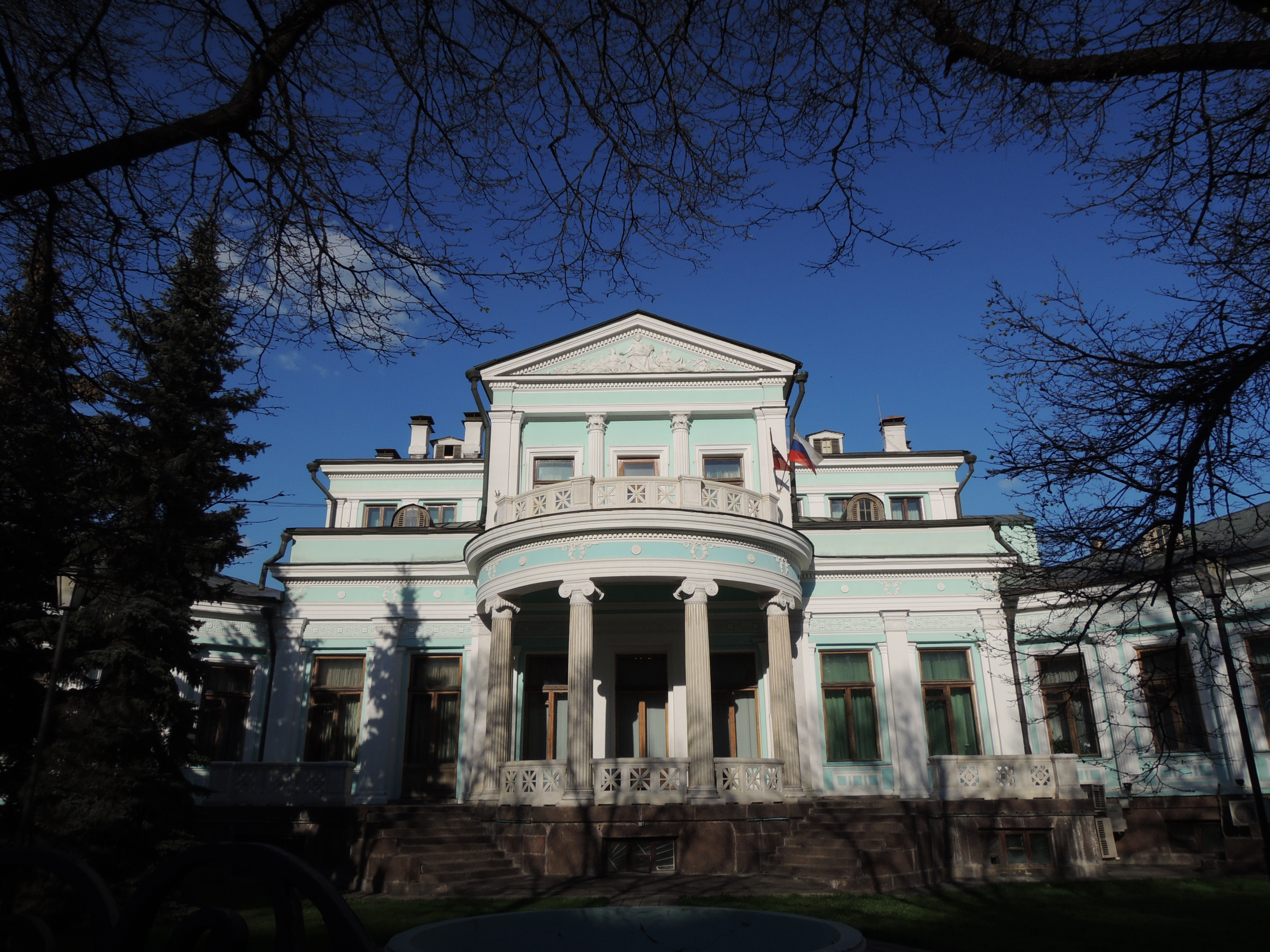
Façade.
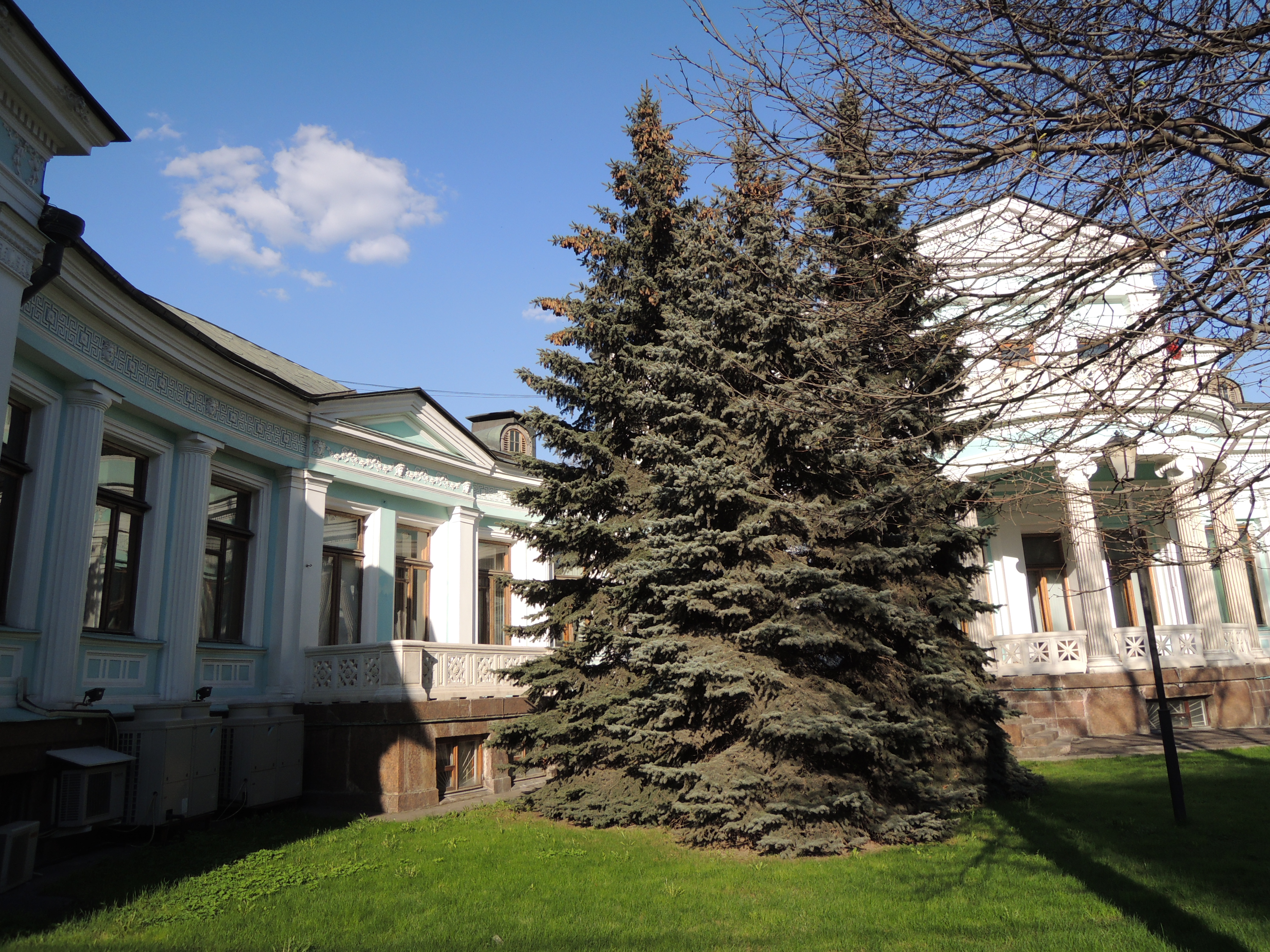
Aile gauche.
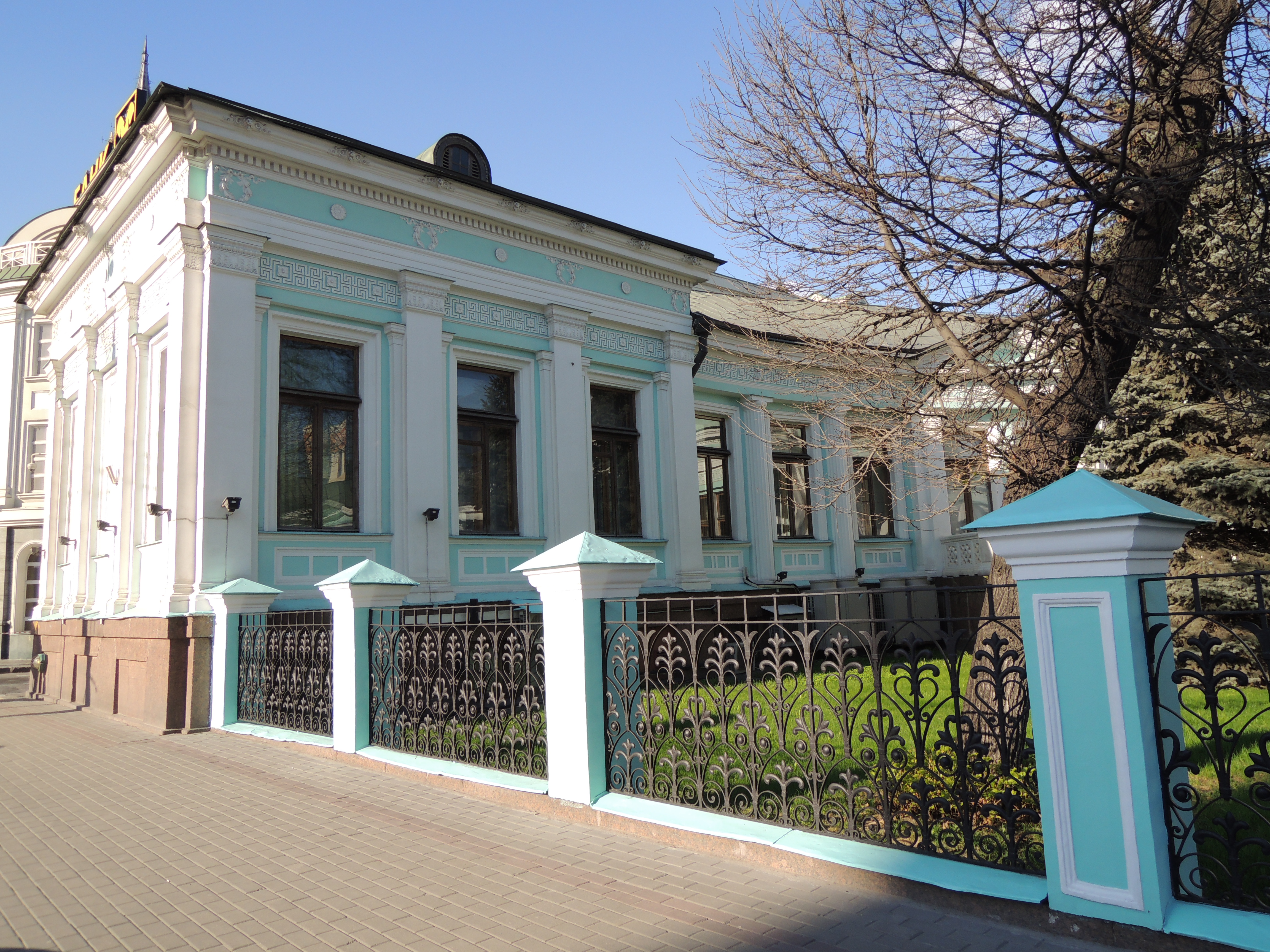
Aile gauche.
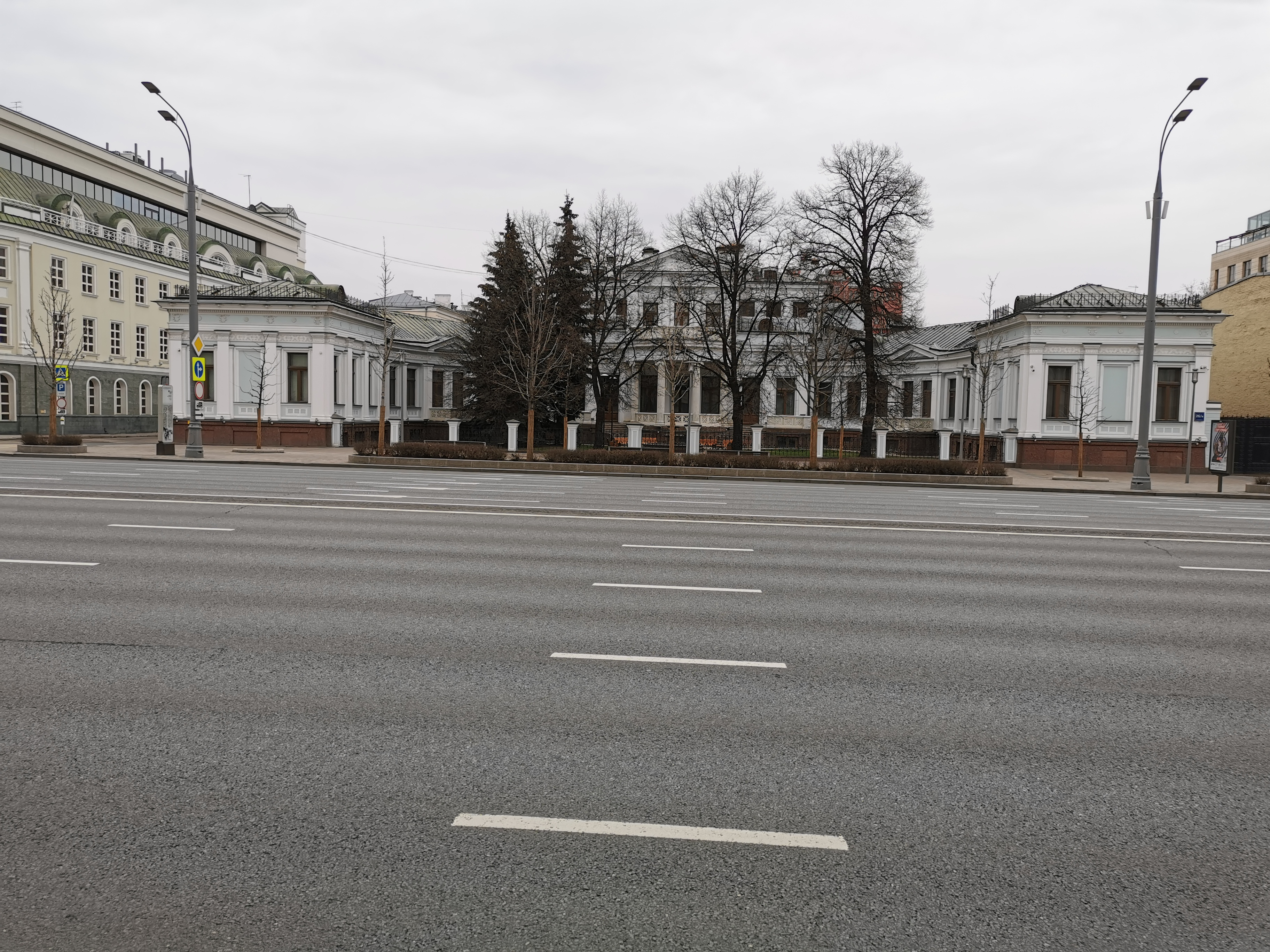
Vue du boulevard.
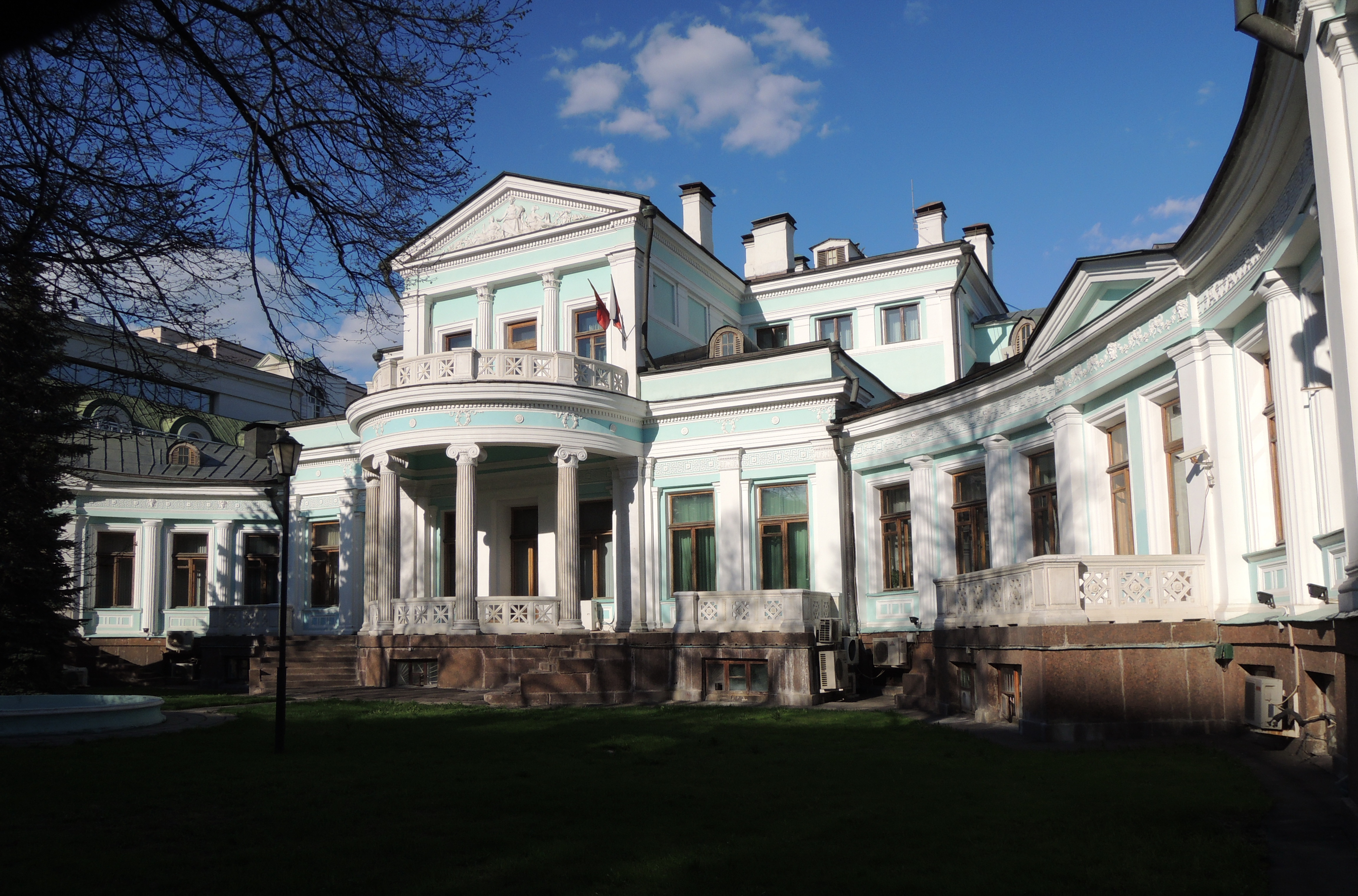
Vue de l'hôtel particulier avec aile droite.

## Dans la littérature

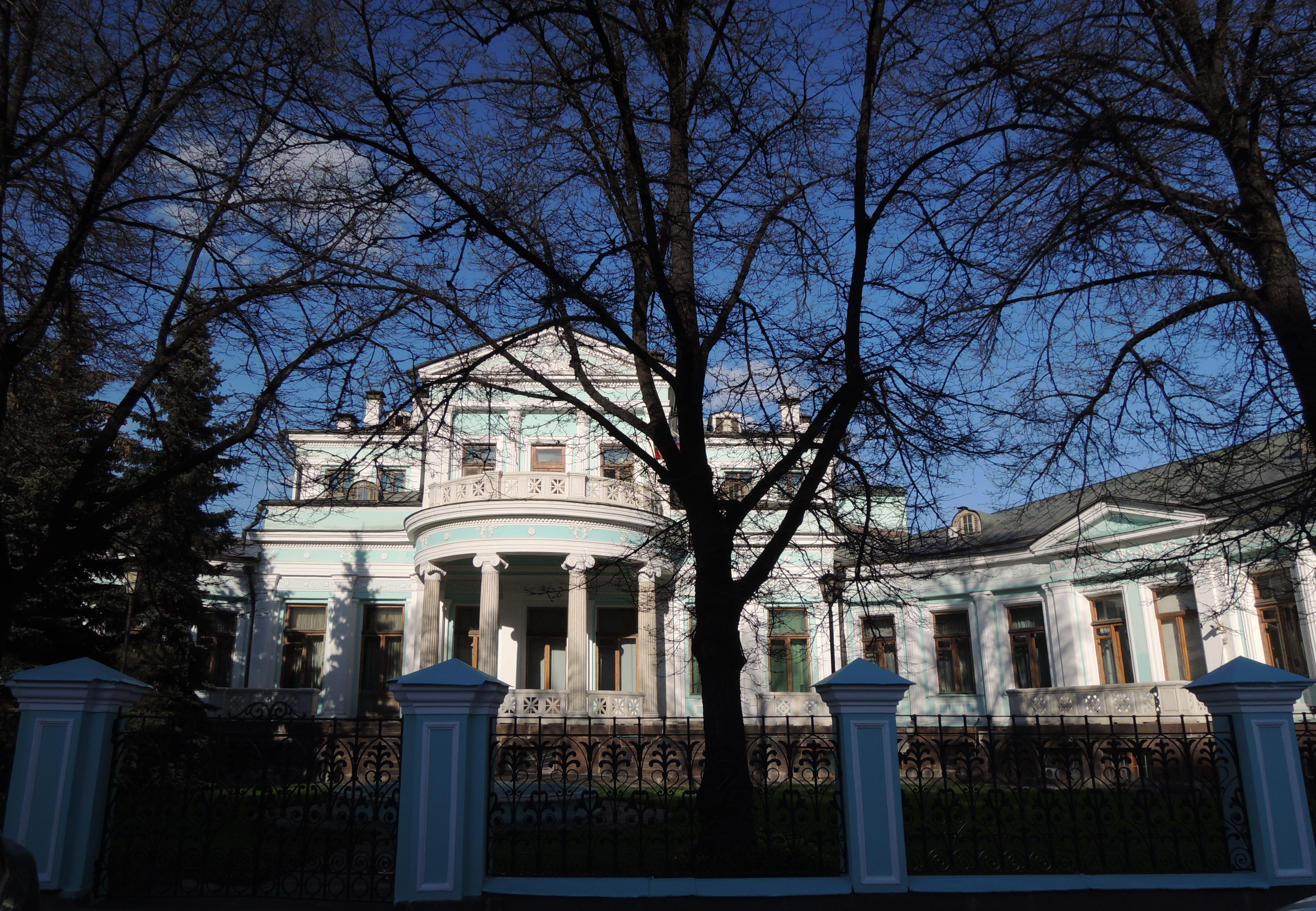
Vue du corps de logis.

Le peintre Constantin Korovine raconte dans son récit Les Funérailles de la momie comment un jour Mikhaïl Morozov et ses amis ont décidé d'ouvrir le sarcophage : « « Pourquoi gardez-vous chez vous un défunt?» - demanda-t-il (le professeur G.A. Zakharine) au maître de maison.
 « Quel défunt?» - s'effraya Morozov.
 «Et la momie alors?» - s'exclama Zakharine avec force, et il ordonna d'enlever la momie. »
Dans ce livre, la momie a simplement été enlevée, mais en réalité elle a été livrée en 1895 au Musée Roumiantsev. Maintenant, elle est présentée dans la salle égyptienne du musée Pouchkine de Moscou.

## Hôtes fameux
De nombreuses personnalités du monde de l'art ont été reçus chez les Morozov. Le peintre Valentin Serov venait souvent chez eux et il a peint un portrait de Mikhaïl Morozov. Devenue veuve, Margarita Morozova aimait à y inviter le compositeur Alexandre Scriabine, le chanteur Leonid Sobinov ou le poète André Biély qui dédia un poème et des poésies à la maîtresse de maison.